# Élections législatives de 1968 dans la Côte-d'Or
Les élections législatives françaises de 1968 se déroulent les 23 et 30 juin 1968. Dans le département de la Côte-d'Or, quatre députés sont à élire dans le cadre de quatre circonscriptions.

## Élus
| Circonscription | Député sortant  | Parti | Parti          | Député élu ou réélu | Parti | Parti |
| --------------- | --------------- | ----- | -------------- | ------------------- | ----- | ----- |
| 1re             | Robert Poujade  |       | UDR            | Robert Poujade      |       | UDR   |
| 2e              | Henry Berger    |       | UDR            | Henry Berger        |       | UDR   |
| 3e              | Pierre Charles  |       | FGDS (Radical) | Jean-Philippe Lecat |       | UDR   |
| 4e              | Robert Morlevat |       | FGDS (Radical) | Gilbert Mathieu     |       | RI    |

## Résultats

### Résultats à l'échelle du département
| Parti          | Parti                                           | Premier tour | Premier tour | Second tour | Second tour | Sièges |
| Parti          | Parti                                           | Voix         | %            | Voix        | %           | Sièges |
| -------------- | ----------------------------------------------- | ------------ | ------------ | ----------- | ----------- | ------ |
|                | Union pour la défense de la République          | 64 377       | 36,48        | 46 871      | 56,24       | 3      |
|                | Républicains indépendants                       | 23 721       | 13,44        |             |             | 1      |
|                | Union des républicains de progrès               | 88 098       | 49,92        | 46 871      | 56,24       | 4      |
|                |                                                 |              |              |             |             |        |
|                | Parti radical                                   | 19 667       | 11,14        | 15 847      | 19,02       | 0      |
|                | Section française de l'Internationale ouvrière  | 8 705        | 4,93         |             |             | 0      |
|                | Convention des institutions républicaines       | 8 498        | 4,82         | 13 685      | 16,42       | 0      |
|                | Fédération de la gauche démocrate et socialiste | 36 870       | 20,89        | 29 532      | 35,44       | 0      |
|                |                                                 |              |              |             |             |        |
|                | Parti communiste français                       | 25 304       | 14,34        |             |             | 0      |
|                | Progrès et démocratie moderne                   | 19 736       | 11,18        | 6 932       | 8,32        | 0      |
|                | Parti socialiste unifié                         | 6 478        | 3,67         |             |             | 0      |
|                |                                                 |              |              |             |             |        |
| Inscrits       | Inscrits                                        | 233 592      | 100,00       | 116 123     | 100,00      | 4      |
| Abstentions    | Abstentions                                     | 54 904       | 23,5         | 31 706      | 27,3        |        |
| Votants        | Votants                                         | 178 688      | 76,5         | 84 417      | 72,7        |        |
| Blancs et nuls | Blancs et nuls                                  | 2 202        | 1,23         | 1 082       | 1,28        |        |
| Exprimés       | Exprimés                                        | 176 486      | 98,77        | 83 335      | 98,72       |        |

### Résultats par circonscription

#### Première circonscription (Dijon-I)
|                | Robert Poujade sortant réélu | UDR (URP)      | 26 267 | 50,73  |  |  |  |
|                | Maurice Fourrier             | FGDS (SFIO)    | 8 705  | 16,81  |  |  |  |
|                | Marcel Caignol               | PCF            | 7 514  | 14,51  |  |  |  |
|                | Jean-Édouard Rochas          | CD (PDM)       | 6 526  | 12,6   |  |  |  |
|                | Gilbert Pigeon               | PSU            | 2 763  | 5,34   |  |  |  |
|                |                              |                |        |        |  |  |  |
| Inscrits       | Inscrits                     | Inscrits       | 69 250 | 100,00 |  |  |  |
| Abstentions    | Abstentions                  | Abstentions    | 16 913 | 24,42  |  |  |  |
| Votants        | Votants                      | Votants        | 52 337 | 75,58  |  |  |  |
| Blancs et nuls | Blancs et nuls               | Blancs et nuls | 562    | 1,07   |  |  |  |
| Exprimés       | Exprimés                     | Exprimés       | 51 775 | 98,93  |  |  |  |

#### Deuxième circonscription (Dijon-II)
| Candidat       | Candidat                   | Parti          | Premier tour | Premier tour | Second tour | Second tour |  |
| Candidat       | Candidat                   | Parti          | Voix         | %            | Voix        | %           |  |
| -------------- | -------------------------- | -------------- | ------------ | ------------ | ----------- | ----------- |  |
|                | Henry Berger sortant réélu | UDR (URP)      | 23 856       | 48,99        | 25 125      | 54,93       |  |
|                | Frédéric Lescure           | CD (PDM)       | 8 578        | 17,62        | 6 932       | 15,15       |  |
|                | Michel Cégretin            | FGDS (CIR)     | 8 498        | 17,45        | 13 685      | 29,92       |  |
|                | Gilbert Longet             | PCF            | 5 839        | 11,99        |             |             |  |
|                | José Dillenseger           | PSU            | 1 926        | 3,96         |             |             |  |
|                |                            |                |              |              |             |             |  |
| Inscrits       | Inscrits                   | Inscrits       | 65 708       | 100,00       | 65 704      | 100,00      |  |
| Abstentions    | Abstentions                | Abstentions    | 16 509       | 25,12        | 19 636      | 29,89       |  |
| Votants        | Votants                    | Votants        | 49 199       | 74,88        | 46 068      | 70,11       |  |
| Blancs et nuls | Blancs et nuls             | Blancs et nuls | 502          | 1,02         | 326         | 0,71        |  |
| Exprimés       | Exprimés                   | Exprimés       | 48 697       | 98,98        | 45 742      | 99,29       |  |

#### Troisième circonscription (Beaune)
| Candidat       | Candidat                | Parti          | Premier tour | Premier tour | Second tour | Second tour |  |
| Candidat       | Candidat                | Parti          | Voix         | %            | Voix        | %           |  |
| -------------- | ----------------------- | -------------- | ------------ | ------------ | ----------- | ----------- |  |
|                | Jean-Philippe Lecat élu | UDR (URP)      | 14 254       | 37,63        | 21 746      | 57,85       |  |
|                | Pierre Charles sortant  | FGDS (Radical) | 9 868        | 26,05        | 15 847      | 42,15       |  |
|                | Philippe Demoisy        | CD (PDM)       | 4 632        | 12,23        |             |             |  |
|                | Bernard Barbier         | RI             | 4 541        | 11,99        |             |             |  |
|                | Marcel Harbelot         | PCF            | 3 878        | 10,24        |             |             |  |
|                | Aimé Thirard            | PSU            | 706          | 1,86         |             |             |  |
|                |                         |                |              |              |             |             |  |
| Inscrits       | Inscrits                | Inscrits       | 50 499       | 100,00       | 50 419      | 100,00      |  |
| Abstentions    | Abstentions             | Abstentions    | 12 101       | 23,96        | 12 070      | 23,94       |  |
| Votants        | Votants                 | Votants        | 38 398       | 76,04        | 38 349      | 76,06       |  |
| Blancs et nuls | Blancs et nuls          | Blancs et nuls | 519          | 1,35         | 756         | 1,97        |  |
| Exprimés       | Exprimés                | Exprimés       | 37 879       | 98,65        | 37 593      | 98,03       |  |

#### Quatrième circonscription (Montbard)
|                | Gilbert Mathieu élu     | RI (URP)       | 19 180 | 50,3   |  |  |  |
|                | Robert Morlevat sortant | FGDS (Radical) | 9 799  | 25,7   |  |  |  |
|                | Jacques Garcia          | PCF            | 8 073  | 21,17  |  |  |  |
|                | Omer Drigny             | PSU            | 1 083  | 2,84   |  |  |  |
|                |                         |                |        |        |  |  |  |
| Inscrits       | Inscrits                | Inscrits       | 48 135 | 100,00 |  |  |  |
| Abstentions    | Abstentions             | Abstentions    | 9 381  | 19,49  |  |  |  |
| Votants        | Votants                 | Votants        | 38 754 | 80,51  |  |  |  |
| Blancs et nuls | Blancs et nuls          | Blancs et nuls | 619    | 1,6    |  |  |  |
| Exprimés       | Exprimés                | Exprimés       | 38 135 | 98,4   |  |  |  |